# Louis Janmot

Louis Janmot, Fotografie zur Ausgabe von 1881 des Poème de l’âme

Louis Janmot (* 21. Mai 1814 in Lyon; † 1. Juni 1892 ebenda) war ein französischer Maler und Dichter.

## Leben

### Jugend und Hauptwerke in Lyon
Janmot wurde als Sohn tiefreligiöser katholischer Eltern geboren. Vom Tode seines Bruders (1823) und seiner Schwester (1829) zeigte er sich tief betroffen. Als Schüler des Collège Royal de Lyon machte er Bekanntschaft mit Frédéric Ozanam und anderen Schülern des Philosophielehrers Abbé Noirot. 1831 trat Janmot in die École des Beaux-Arts de Lyon ein, wo er ein Jahr später mit dem Laurier d’Or die höchste Auszeichnung erhielt. 1836 ging er nach Paris, um bei André Jacques Victor Orsel und Jean-Auguste-Dominique Ingres Malunterricht zu nehmen. Zusammen mit weiteren Lyonern trat Janmot in die Vinzenzgemeinschaft ein. 1835 folgte er zusammen mit Claudius Lavergne, Jean-Baptiste Frénet und anderen Studenten nach Rom, wo er auch auf Hippolyte Flandrin traf.

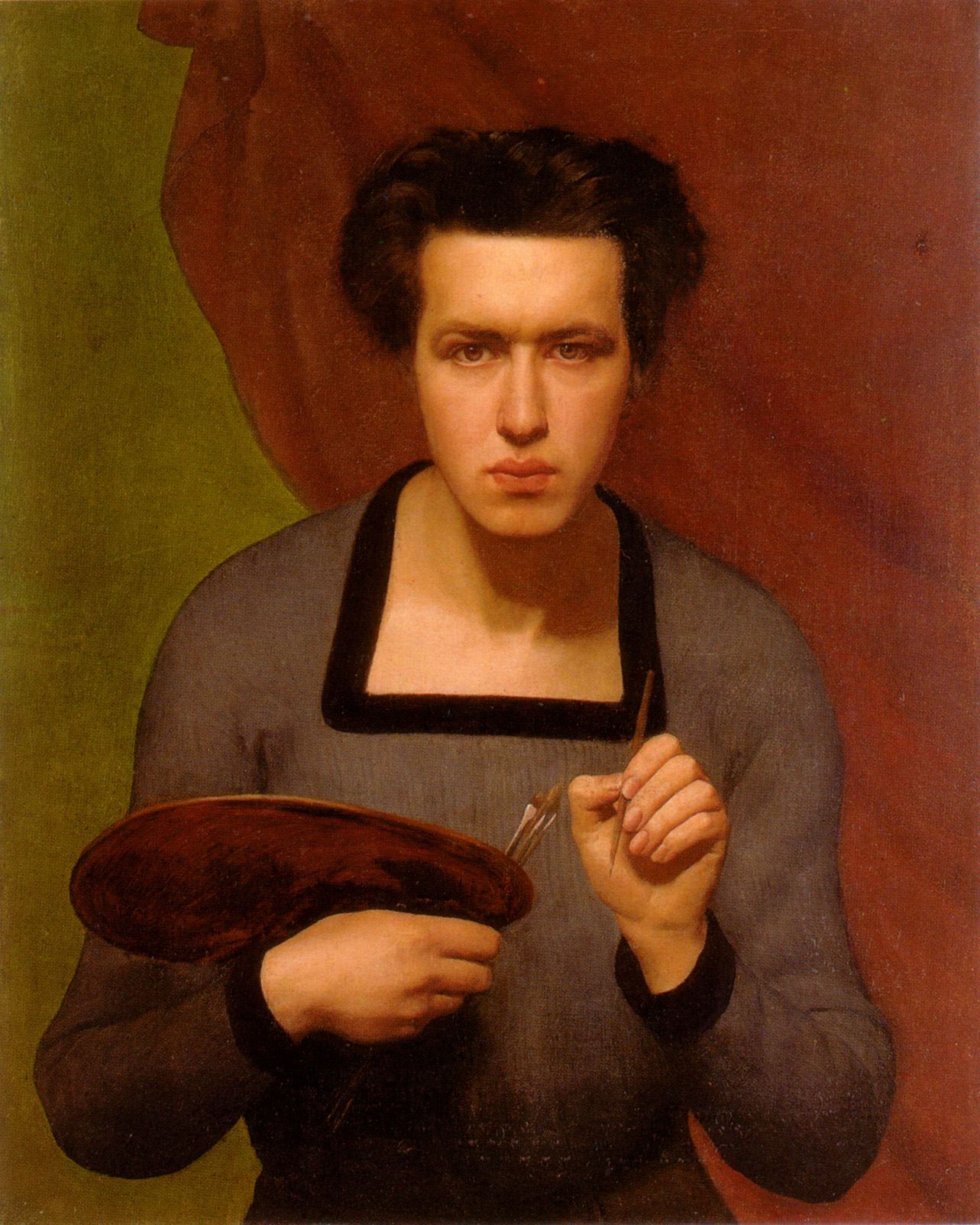
Selbstporträt, 1832

Nach seiner Rückkehr nach Lyon 1836 versuchte Janmot mit großformatigen religiösen Gemälden wie La Résurrection du fils de la veuve de Naïm (1839) oder Christ au Jardin des Oliviers (1840) die Aufmerksamkeit von Kritikern im Salon de Paris auf sich zu ziehen. 1845 fand er mit dem Gemälde Fleur des Champs bei Charles Baudelaire Beachtung, der ihm einen Absatz im Salon de 1846 widmete. Der Schriftsteller Théophile Gautier zeigte sich vom Portrait de Lacordaire (1846) angetan. Der Misserfolg seines Poème de l’âme anlässlich der Weltausstellung 1855 ließ Janmot desillusioniert zurück. Im Dezember des gleichen Jahres heiratete er die aus einer adligen Familie aus Carpentras stammende Léonie de Saint-Paulet.
1856 erhielt Janmot den Auftrag, ein Abendmahl-Fresko (nicht erhalten) für die Kirche Saint-Polycarpe anzufertigen. Es folgten weitere Aufträge, so für die Bemalung der Kirchenkuppel von Saint-François de Sales oder für das Rathaus, das gerade durch seinen Freund, den Architekten T. Desjardins, renoviert wurde. Janmot wurde zum Lehrer an der École des Beaux-Arts ernannt.

### Paris und Toulon

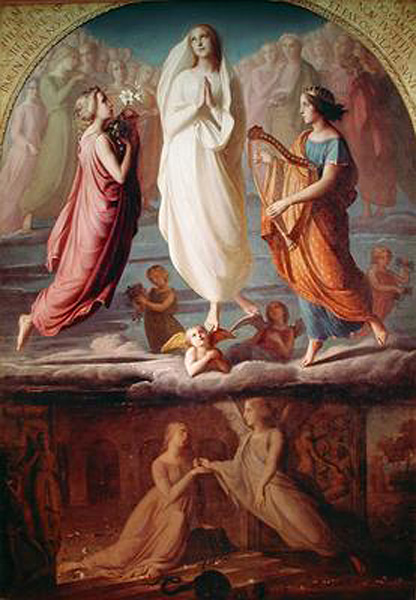
L’assomption de la Vierge

Zur allgemeinen Überraschung ließ sich Janmot 1861 in Paris nieder, nachdem ihm ein Auftrag für St-Augustin versprochen wurde, der jedoch drei Jahre später wieder zurückgezogen wurde. Von familiären und finanziellen Problemen geplagt, nahm Janmot eine Lehrerstelle an der École des Dominicains d’Arcueil an. Daneben fertigte er in seinem Landsitz in Bagneux zahlreiche Porträts seiner Familie als Fresko an (nur Fotos erhalten).
Nach der Geburt des siebten Kindes im August 1870 starb Janmots Frau in Bagneux. Im Deutsch-Französischen Krieg flüchtete Janmot vor den herannahenden preußischen Truppen zu seinem Schwiegervater nach Algier, wo er Landschaften malte. Er kehrte im Juni des folgenden Jahres wieder nach Paris zurück, wo er ein einsames Leben führte. Sein Haus in Bagneux fand er ausgeraubt vor. 1878 vollendete Janmot ein Wandgemälde in der Kapelle der Franciscains en Terre Sainte, weitere Aufträge zog diese Arbeit nicht nach sich.
Angesichts zunehmender familiärer und finanzieller Probleme zog Janmot nach Toulon, wo er trotz einiger Aufträge – eine weitere Version des Portrait de Lacordaire (1878, Musée de Versailles), Rosaire (Saint-Germain-en-Laye, 1880), Martyre de sainte Christine (Solliès-Pont, 1882) – ein bescheidenes Dasein führte. Er vollendete den zweiten Teil des Poème de l’âme, da sich der ehemalige Industrielle und Mäzen Félix Thiollier zur Veröffentlichung bereit erklärt hatte.
1885 heiratete Janmot eine ehemalige Schülerin, Antoinette Currat, und ließ sich in Lyon nieder. Dort fertigte er Kohlezeichnungen über das Thema des Jenseits an, die als eine Art Fortsetzung des Poème de l’âme gelten können, darunter Le Purgatoire (1885) und La Fin des Temps (1888). 1887 wurde in Lyon und Paris der über fünfhundert Seiten umfassende Band Opinion d’un artiste sur l’art veröffentlicht, der Janmots früher veröffentlichte Artikel enthält. Janmot starb fünf Jahre später im Alter von 78 Jahren.

## „Poème de l’âme“
Das 34 Gemälde umfassende Poème de l’âme ist Janmots bekannteste Arbeit. Für diese Werke schrieb er einen Gedichtzyklus, dessen erster Teil 1854 beim Verlag Vingtrinier in Lyon erschien. In der Veröffentlichung von 1881 in Saint-Étienne ergänzte Janmot die Gedichte um einen zweiten Teil, wobei er im ersten Teil einige Wörter korrigierte, einzelne Strophen ersetzte und neue hinzufügte.
Folgende Gemälde fertigte Janmot an:
| Erster Teil | Erster Teil         |  | Zweiter Teil | Zweiter Teil                         |
| 1.          | Génération divine   |  | 19.          | Solitude                             |
| 2.          | Le Passage des âmes |  | 20.          | L’Infini                             |
| 3.          | L’Ange et la mère   |  | 21.          | Rêve de feu                          |
| 4.          | Le Printemps        |  | 22.          | Amour                                |
| 5.          | Souvenir du ciel    |  | 23.          | Adieu                                |
| 6.          | Le Toit paternel    |  | 24.          | Le Doute                             |
| 7.          | Le Mauvaus Sentier  |  | 25.          | L’Esprit du Mal                      |
| 8.          | Cauchemar           |  | 26.          | L’Orgie                              |
| 9.          | Le Grain de blé     |  | 27.          | Sans Dieu                            |
| 10.         | Première Communion  |  | 28.          | Le Fantôme                           |
| 11.         | Virginitas          |  | 29.          | Chute fatale                         |
| 12.         | L’Échelle d’or      |  | 30.          | Le Supplice de Mézence               |
| 13.         | Rayons de soleil    |  | 31.          | Les Générations du Mal               |
| 14.         | Sur la Montagne     |  | 32.          | Intercession maternelle              |
| 15.         | Un Soir             |  | 33.          | La Délivrance, ou vision de l’avenir |
| 16.         | Le Vol de l’âme     |  | 34.          | Sursum Corda                         |
| 17.         | L’Idéal             |  |              |                                      |
| 18.         | Réalité             |  |              |                                      |

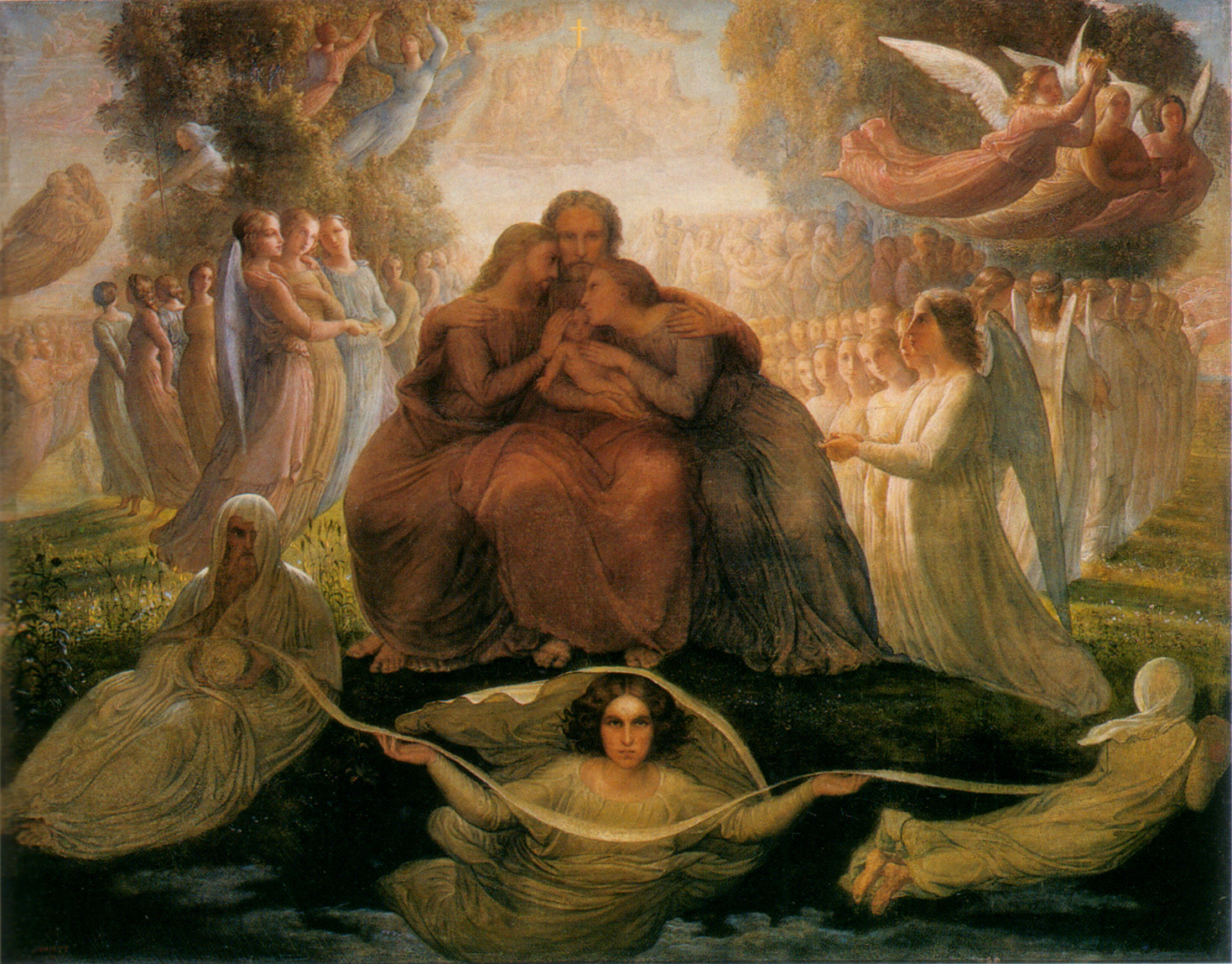
1. Génération divine
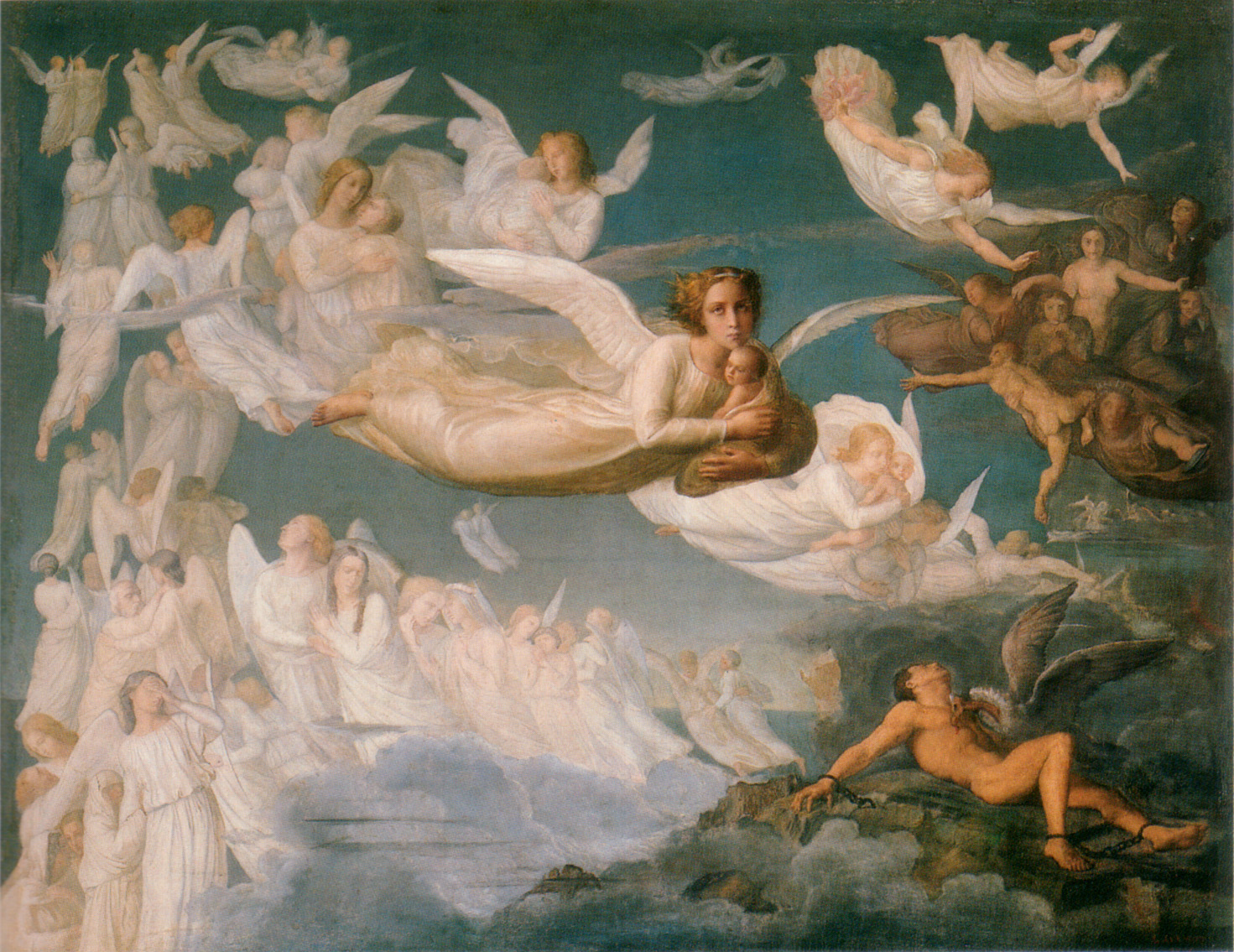
2. Le Passage des âmes
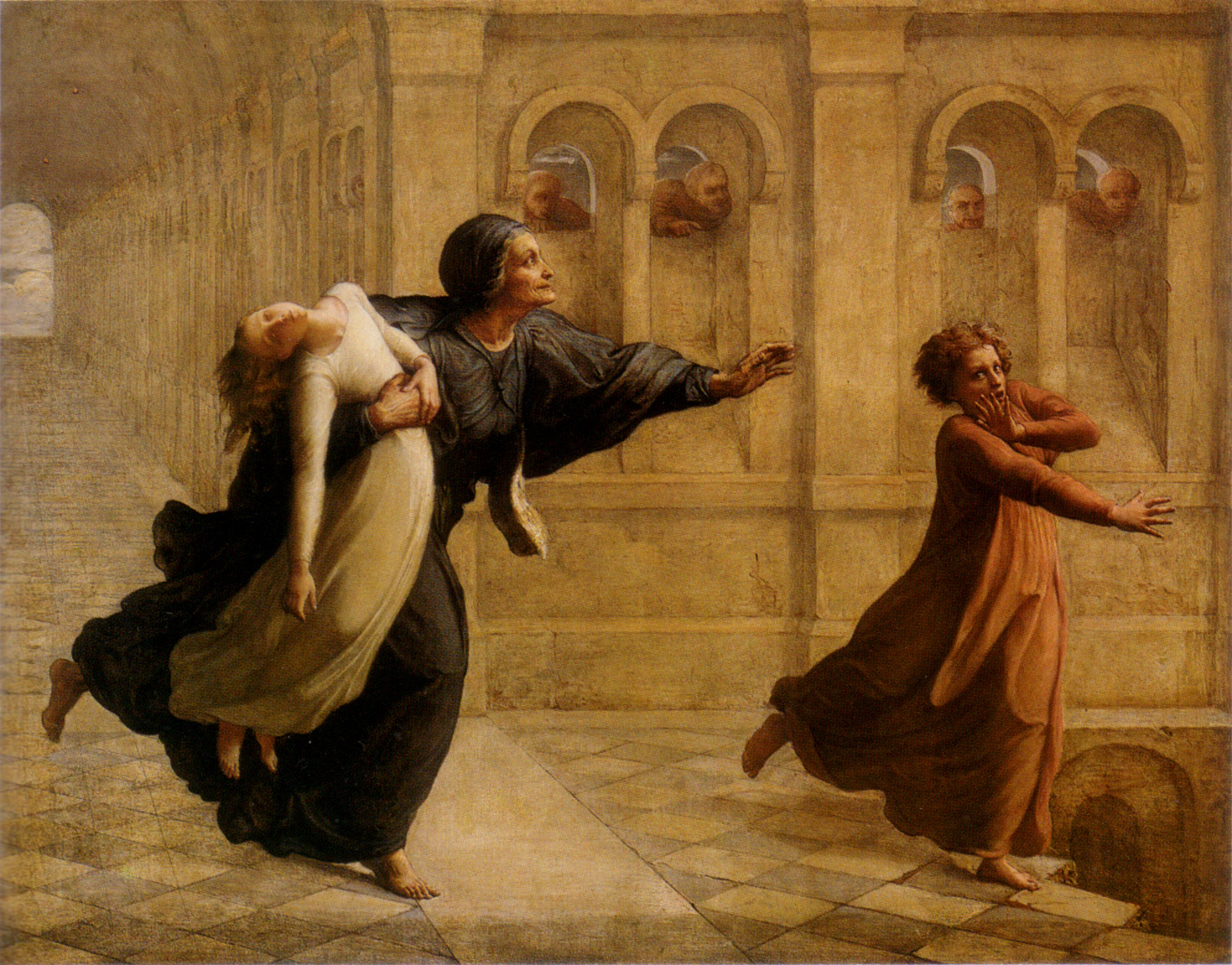
8. Cauchemar
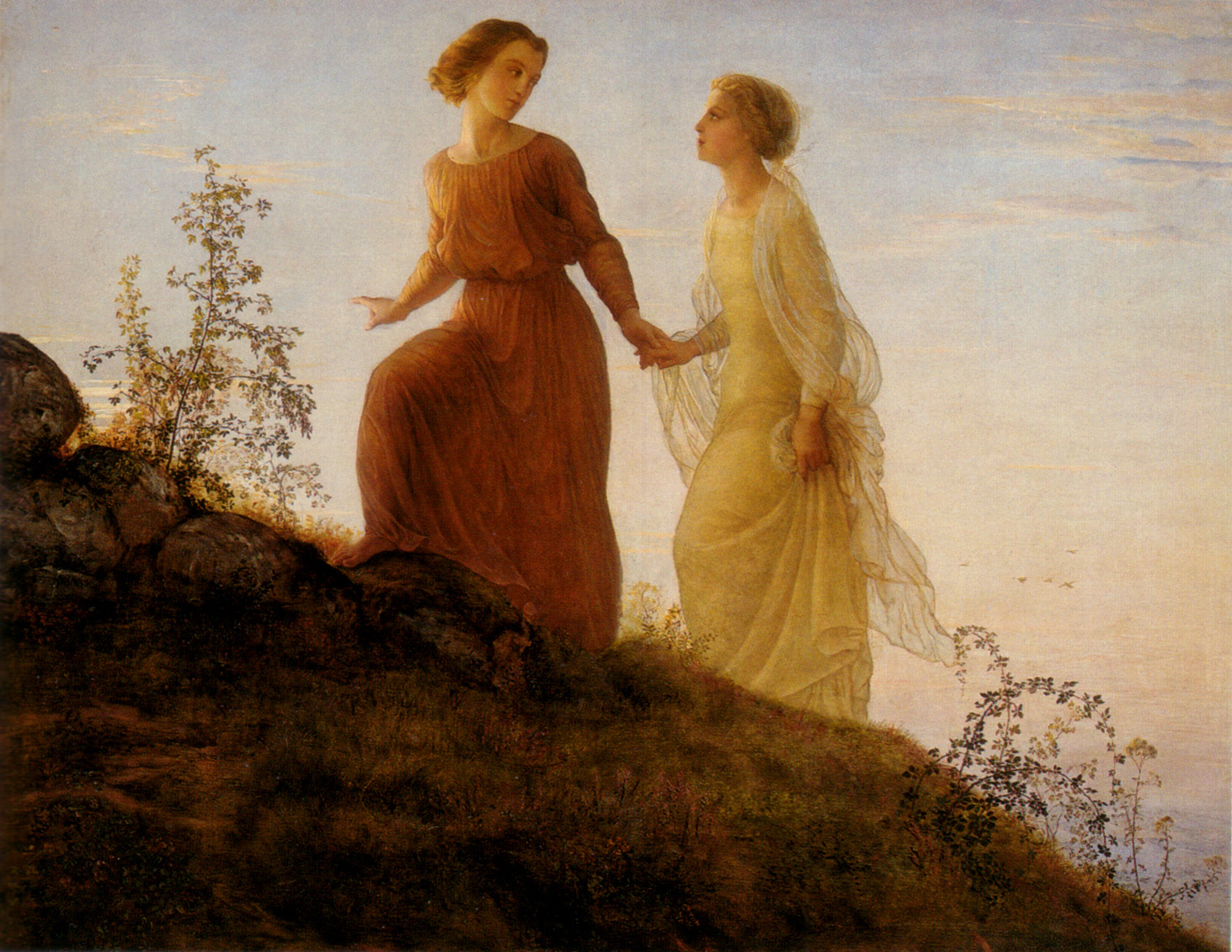
14. Sur la Montagne

## Schriften
- Louis Janmot: Opinion d’un artiste sur l’art. Vitte & Perrussel, Lyon 1887.